# Arhopala canulia
Arhopala canulia är en fjärilsart som beskrevs av William Chapman Hewitson 1869. Arhopala canulia ingår i släktet Arhopala och familjen juvelvingar. Inga underarter finns listade i Catalogue of Life.